# Podróż apostolska Franciszka do Bahrajnu
Podróż apostolska papieża Franciszka do Bahrajnu odbyła się w dniach 3–6 listopada 2022. Przebiegała pod hasłem „Na ziemi pokój ludziom dobrej woli”.
Informacja została ogłoszona 28 września 2022 przez Biuro Prasowe Stolicy Apostolskiej. Papież Franciszek w trakcie wizyty odwiedzi stolicę Bahrajnu – Manamę i miasto Awali.
Celem podróży do Bahrajnu było uczestnictwo papieża w Bahrajńskim Forum Dialogu: Wschód i Zachód na rzecz ludzkiego współistnienia.
Była to pierwsza w historii Kościoła wizyta biskupa Rzymu w Królestwie Bahrajnu.

## Program pielgrzymki[6][7]
- 3 listopada[7]

O 930 wylot samolotu z papieżem z lotniska Rzym/Fiumicino International Airport do Awali, zaś o 1645 przylot do bazy lotniczej Sakhir w Awali i oficjalne powitanie na lotnisku. O 1730 wizyta kurtuazyjna u Jego Królewskiej Mości króla Bahrajnu w „Pałacu Królewskim w Sakhir”. O 1810 ceremonia powitalna na dziedzińcu Pałacu Królewskiego w Sakhir. O 1830 spotkanie papieża z władzami, społeczeństwem obywatelskim i organami dyplomatycznymi.
- 4 listopada[7]

O 1000 papież brał udział w zamknięciu Forum Dialogu na placu Al-Fida’ w kompleksie „Sakhir Royal Palace”. O 1600 spotkanie prywatne papieża z wielkim imamem Al-Azhar w rezydencji papieskiej w pobliżu kompleksu „Sakhir Royal Palace” zaś o 1630 papież spotkał się z członkami Muzułmańskiej Rady Starszych w meczecie Pałacu Królewskiego w Sakhir. 1745 papież uczestniczył w ekumenicznej modlitwie o pokój w Katedrze Matki Bożej Arabskiej w Awali.
- 5 listopada[7]

O 830 papież na Stadionie Narodowym w Bahrajnie przewodniczył uroczystej eucharystii zaś o 1700 spotkał się z młodzieżą w Szkole Najświętszego Serca.
- 6 listopada[7]

O 930 w kościele Najświętszego Serca w Manamie papież uczestniczył w spotkaniu modlitewnym z biskupami, kapłanami, osobami konsekrowanymi i pracownikami duszpasterskimi. O 1230 odbyła się ceremonia pożegnania papieża w „Bazie Lotniczej Sakhir” w Awali zaś o 1300 nastąpił wylot z bazy lotniczej „Sakhir” do Rzymu. O 1700 przylot na międzynarodowe lotnisko Rzym/Fiumicino.